# Emirato idriside di Asir
L'Emirato idriside di ʿAsīr (in arabo الإمارة الإدريسية‎?) fu uno stato situato nella Penisola arabica. L'Emirato si trovava nella regione geografica dell'ʿAsīr e Jizan in quella che oggi è l'Arabia Saudita sud-occidentale.

## Storia
All'inizio del XX secolo la regione dell'ʿAsīr era in uno stato di anarchia. De jure, la regione era governata come sangiaccato di ʿAsīr che faceva parte del Vilayet dello Yemen, sebbene gli Ottomani avessero il controllo de facto solo sulle città portuali, mentre l'entroterra era governato da vari capi tribù. Anche nelle aree di controllo ottomano, il sentimento anti-turco stava fermentando, dando inizio a conflitti etnici e settari tra i signori turchi e gli abitanti locali. A causa di queste circostanze, Muḥammad iniziò a diffondere gli insegnamenti di suo nonno, oltre a chiedere agli abitanti locali di mantenere una più stretta adesione all'Islam. Il 24 dicembre 1908, Muḥammad si autoproclamò Imam, dopo di che molte tribù della regione dell'ʿAsīr lo riconobbero come loro leader spirituale.
Durante l'autunno del 1909, Muhammad iniziò i suoi primi sforzi per sovvertire il potere ottomano nella regione. In seguito, le truppe idrisidi presero il controllo di al-Zaydiyya e al-Luḩayya, insieme a diverse tribù dell'Alto ʿAsīr che si allinearono con al-Idrīsī, portarono alla decisione ottomana di trattare la pace con gli Idrisidi. Nel trattato di al-Hafaʾir (ratificato nel gennaio 1910), Al-Idrisi ottenne la posizione di Kaymakam di ʿAsīr che lo rese de facto un sovrano semi-indipendente della regione sotto la sovranità nominale ottomana.
Nell'ottobre 1910, un dibattito in tribunale sulla legge della Sharīʿa riaccese la ribellione di al-Idrīsī con rinnovata forza. Il rinnovato conflitto vide impegni militari ad Abha, al-Luḩayya, Midi e in altre località. La guerra italo-turca portò l'Italia ad assistere Asir mediante bombardamenti navali, armi e munizioni, unendo i due Stati contro un nemico comune. Lo scoppio della prima guerra mondiale portò gli Ottomani a cercare una tregua, che entrò in vigore il 3 agosto 1914.
Nel 1915, con la Prima guerra mondiale in pieno svolgimento, al-Idrīsī stabilì contatti con i britannici attraverso la loro amministrazione ad Aden. Con i nuovi collegamenti, gli Idrisidi occuparono le Isole Farasan e delle parti prossime della Tihama settentrionale e al-Luḩayya. Mentre si diffondeva la rivolta araba in Arabia, Muhammad si proclamò emiro di un emirato indipendente di ʿAsīr il 3 agosto 1917. I britannici riconobbero presto la sua mossa, con l'intenzione di usarlo per assistere nella lotta contro lo Yemen.
Le minacce all'indipendenza di ʿAsīr sarebbero presto aumentate, poiché Husayn b. ʿAlī del Hejaz e Yaḥyā dello Yemen si sarebbero rassegnati all'esistenza del territorio controllato dall'Emirato. A causa di queste circostanze, al-Idrīsī si assicurò un'alleanza con Ibn Saʿūd del Najd affinché quest'ultimo potesse fungere da baluardo contro Ḥijāz e Yemen. Eppure, nonostante l'accordo di cui sopra, al-Idrīsī avrebbe anche utilizzato il sostegno del Ḥijāz per occupare parti della Tihama yemenita dal 1919 al 1921, estendendo così il territorio dell'Emirato da Abha nel nord ad al-Hudayda nel sud.
Dopo la morte di Muḥammad ibn ʿAlī al-Idrīsī nell'Asir inferiore, scoppiò una faida tra suo figlio, Sayyid ʿAlī ibn Muḥammad al-Idrīsī al-Ḥasanī e suo fratello, Sayyid al-Ḥasan ibn ʿAlī al-Idrīsī al-Ḥasanī. Il titolo di Emiro fu infine trasferito al primo, ma questi riuscì a malapena a esercitare il suo potere a causa della sua giovane età e dalla mancanza di autorità di suo padre. All'inizio del 1926 l'emiro ʿAlī fu rovesciato da suo zio al-Ḥasan, che si considerava più adatto al trono.
Quando il nuovo emiro salì al potere, i governanti del Ḥijāz e Yemen rivendicarono i possedimenti di al-Idrīsī. Nell'aprile 1925 l'Imam Yaḥyā prese il controllo di al-Ḥudayda e occupò altre parti dell'Emirato idriside. A causa della paura che il suo regno venisse annesso, in particolare dallo Yemen, l'emiro firmò un accordo con Ibn Saʿūd per un trattato di Protettorato il 21 ottobre 1926 - in cui la politica estera sarebbe stata gestita dai sauditi mentre l'emiro manteneva il suo potere per gli affari interni. A quel punto l'Emirato stava perdendo i suoi territori meridionali a favore dello Yemen.
Tuttavia, l'emiro al-Ḥasan cerò di ripristinare la sua autorità precedentemente indipendente con la limitazione del trattato di Protettorato. Ciò lo portò a contattare l'Imam dello Yemen, insoddisfatto della sovranità saudita. Il re Ibn Saʿūd rispose effettuando la completa annessione dell'Emirato nel 1934 (in conformità con il Trattato di Tāʾif) e in seguito il re proclamò la piena unificazione dell'Arabia Saudita.

## Monarchi

### Emiri di ʿAsīr
- Sayyid Muḥammad ibn ʿAlī al-Idrīsī (1909-1923)
- Sayyid ʿAlī ibn Muḥammad al-Idrīsī al-Ḥasanī (1923-1926)
- Sayyid al-Hasan ibn ʿAlī al-Idrīsī al-Ḥasanī (1926-1930)[4]